# سیچ (تگزاس)
سیچ، تگزاس(به انگلیسی: Sachse, Texas) شهری در ایالت تگزاس از ایالات جنوبی ایالات متحده آمریکا است. در سرشماری سال ۲۰۰۰، جمعیت این شهر ۹۷۵۱ نفر اعلام شد.